# El Refugio, Lerdo
El Refugio är en ort i Mexiko.   Den ligger i kommunen Lerdo och delstaten Durango, i den centrala delen av landet, 800 km nordväst om huvudstaden Mexico City. El Refugio ligger 1 177 meter över havet och antalet invånare är 215.
Terrängen runt El Refugio är kuperad åt sydväst, men åt nordost är den platt. Runt El Refugio är det ganska glesbefolkat, med 47 invånare per kvadratkilometer. Närmaste större samhälle är Sapioris, 4,3 km nordost om El Refugio. Omgivningarna runt El Refugio är i huvudsak ett öppet busklandskap.